# Aleksandra Urban
Aleksandra Urban (ur. 17 marca 1978 w Jeleniej Górze) – polska malarka.
Ukończyła  ASP we Wrocławiu, (dyplom 2004 z malarstwa w pracowni prof. Nicole Nascowa). Stypendystka Ministra Kultury i Sztuki w 1998 i 2003 roku.

## Wystawy
- 2013 – Drogi twórcze, Galeria Sztuki, Legnica
- 2013 – Drogi twórcze, BWA Kielce
- 2013 – Happy endu nie będzie, Galeria Sztuki, Legnica (wystawa indywidualna)
- 2012 – Na końcu języka, Galeria Leto, Warszawa (wystawa indywidualna)
- 2012 – Garden, Warsaw Gallery Weekend, Galeria Leto, Warszawa
- 2012 – Brudne ręce, Galeria Wozownia, Toruń
- 2012 – Apoptoza, BWA Studio, Wrocław
- 2012 – Abre alas, A Gentil Carioca, Rio de Janeiro, Brazylia
- 2012 – Lisia nora, Studio BWA, Wrocław
- 2011 – Wymiana darów, Muzeum Współczesne Wrocław, Wrocław
- 2011 – A teraz złe wiadomości, Galeria U, Wrocław
- 2010 – Mind Games, Bestregarts Gallery, Frankfurt, Niemcy
- 2010 – Nawet o tym nie myśl, Galeria Leto, Warszawa
- 2010 – Dark Hole, BWA Karkonosze, Jelenia Góra (solo)[1]
- 2008 – Zatrute owoce, SPOT- Poznań[1]
- 2008 – Wonderland – Mieszkanie Gepperta, Wrocław[1]
- 2008 – Double check – galeria LETO, Warszawa[1]
- 2007 – Międzynarodowe Biennale Obrazu – Quadro Art, Łódź[1]
- 2007 – Edinburgh Art Festival – Art Space Gallery Edinburgh, Szkocja[1]
- 2007 – Projekt 2+2+1- Browar Mieszczański, Wrocław[1]
- 2006 – Promocje – BWA, Legnica[1]
- 2006 – XIII Salon Sztuki -Egeria, Ostrów Wielkopolski[1]
- 2006 – Pro Figura – Rostock, Niemcy[1]
- 2006 – OGRODY Biennale Malarstwa – BWA, Wałbrzych[1]
- 2004 – Wystawa dyplomowa – BWA, Wrocław[1]
- 2004 – Biennale Sztuki Młodych, Rybie Oko 3, Słupsk[1]